# The Singles: The First Ten Years
The Singles: The First Ten Years è un album di raccolta del gruppo pop svedese ABBA, pubblicato nel 1982.
Il doppio album racchiude, in ordine cronologico, tutti i brani pubblicati sulla facciata A di un singolo per il mercato britannico nel corso della loro carriera, includendo i vari singoli che non erano estratti dai loro album, prima ancora che, con le versioni CD, gli stessi venissero distribuiti con criterio cronologico come bonus track insieme ad altri inediti e B-sides.
The Name of the Game e Voulez-vous sono gli unici due brani a risultare con un differente mixaggio e una durata inferiore rispetto alla versione LP, com'era solito nella discografia di buona parte degli artisti pop dell'epoca.

## Tracce
Disco 1
1. Ring Ring – 3:04
2. Waterloo – 2:42
3. So Long – 3:05
4. I Do, I Do, I Do, I Do, I Do – 3:16
5. S.O.S. – 3:22
6. Mamma Mia – 3:31
7. Fernando – 4:12
8. Dancing Queen – 3:50
9. Money, Money, Money – 3:06
10. Knowing Me, Knowing You – 4:02
11. The Name of the Game (Edited Version) – 3:58
12. Take a Chance on Me – 4:06
13. Summer Night City – 3:34

Disco 2
1. Chiquitita – 5:26
2. Does Your Mother Know – 3:14
3. Voulez-Vous – 5:08
4. Gimme! Gimme! Gimme! (A Man After Midnight) – 4:49
5. I Have a Dream – 4:44
6. The Winner Takes It All – 4:55
7. Super Trouper – 4:13
8. One of Us – 3:55
9. The Day Before You Came – 5:50
10. Under Attack – 3:47

## Formazione

### Gruppo
- Benny Andersson — sintetizzatore, tastiere, voce
- Agnetha Fältskog — voce
- Anni-Frid Lyngstad — voce
- Björn Ulvaeus — chitarre, voce

### Altri musicisti
- Ulf Andersson — sassofono
- Ola Brunkert — batteria
- Lars Carlsson — corno
- Christer Eklund — sassofono
- Malando Gassama — percussioni
- Anders Glenmark — chitarra
- Rutger Gunnarsson — basso
- Roger Palm — batteria
- Janne Schaffer — chitarra
- Åke Sundqvist — percussioni
- Mike Watson — basso
- Lasse Wellander — chitarra